# Salix wilhelmsiana
Salix wilhelmsiana là một loài thực vật có hoa trong họ Liễu. Loài này được M. Bieb. miêu tả khoa học đầu tiên năm 1819.